# Lodewijk II van Monaco
Lodewijk Honorius Karel Anton Grimaldi (Baden-Baden, 12 juli 1870 - Monaco, 9 mei 1949) was regerend vorst van Monaco van 1922 tot 1949.
Hij was het enig kind van Albert I van Monaco en zijn eerste echtgenote Mary Victoria Hamilton. Toen erfprins Lodewijk op 48-jarige leeftijd in 1918 nog steeds ongehuwd was, dreigde het vorstendom in handen te komen van het Duitse hertogelijke geslacht Urach. Frankrijk was daarop van zins het vorstendom in te lijven om een overgang naar Duitse handen te voorkomen; bij regerend vorst Albert I drong Frankrijk aan op een aansluiting bij Frankrijk. Uiteindelijk werd besloten tot een inlijving bij Frankrijk indien het geslacht Grimaldi, waartoe Albert I en Lodewijk behoorden, zou uitsterven.
Daarop adopteerde Lodewijk zijn onwettige kind Charlotte Louise Juliette, verwekt bij Marie Juliette Louvet. Charlottes echtgenoot, graaf Pierre de Polignac, zag af van zijn eigen titels en nam die van zijn schoonvader aan. Doordat Charlotte al in 1944 afstand gedaan had van haar rechten op de troon, werd Lodewijk II bij zijn dood in 1949 opgevolgd door zijn kleinzoon Reinier III.
Reinier I · Karel I, Anton, Reinier II en Gabriël · Lodewijk en Jan I · Lodewijk · Ambrosius en Jan I · Jan I · Catalanus · Claudine · Lambert · Jan II · Lucianus · Augustinus · Honorius I · Karel II · Hercules · Honorius II · Lodewijk I · Anton I · Louise Hippolyte · Jacobus I · Honorius III · Honorius IV · Honorius V · Florestan I · Karel III · Albert I · Lodewijk II · Reinier III · Albert II